# Радовчићи (Конавле)
Радовчићи су насељено место у саставу општине Конавле, Дубровачко-неретванска жупанија, Република Хрватска.

## Историја
До територијалне реорганизације у Хрватској налазили су се у саставу старе општине Дубровник.

## Становништво
На попису становништва 2011. године, Радовчићи су имали 228 становника.
| Број становника по пописима | Број становника по пописима | Број становника по пописима | Број становника по пописима | Број становника по пописима | Број становника по пописима | Број становника по пописима | Број становника по пописима | Број становника по пописима | Број становника по пописима | Број становника по пописима | Број становника по пописима | Број становника по пописима | Број становника по пописима | Број становника по пописима | Број становника по пописима |
| --------------------------- | --------------------------- | --------------------------- | --------------------------- | --------------------------- | --------------------------- | --------------------------- | --------------------------- | --------------------------- | --------------------------- | --------------------------- | --------------------------- | --------------------------- | --------------------------- | --------------------------- | --------------------------- |
| 1857                        | 1869                        | 1880                        | 1890                        | 1900                        | 1910                        | 1921                        | 1931                        | 1948                        | 1953                        | 1961                        | 1971                        | 1981                        | 1991                        | 2001                        | 2011                        |
| 356                         | 383                         | 399                         | 396                         | 394                         | 383                         | 359                         | 370                         | 346                         | 335                         | 303                         | 288                         | 254                         | 243                         | 228                         | 228                         |

Напомена: У 1869. исказано под именом Доњи Радовчићи, а од 1890. до 1910. и 1948. Радовчић.

### Попис1991.
На попису становништва 1991. године, насељено место Радовчићи је имало 243 становника, следећег националног састава:
| Попис 1991.‍ | Попис 1991.‍ | Попис 1991.‍ | Попис 1991.‍ | Попис 1991.‍ |
| ----------- | ----------- | ----------- | ----------- | ----------- |
|             |             |             |             |             |
| Хрвати      | Хрвати      |             | 238         | 97,94%      |
| Црногорци   | Црногорци   |             | 2           | 0,82%       |
| непознато   | непознато   |             | 3           | 1,23%       |
| укупно: 243 |             |             |             |             |